# Nicole Castro
Nicole Castro (* 3. Februar 1984 in Darwin) ist eine australisch-französische Basketballspielerin. Sie ist 1,78 m groß.
Castro besuchte von 2002 bis 2006 das College der University of Washington. 
In ihrem Freshmanjahr wurde sie als Most Improved Player des Teams ausgezeichnet und spielte knapp fünf Minuten pro Spiel. Ihr Sophomorejahr verlief erfolgreicher, denn Nicole Castro spielte nun zwölf Minuten im Schnitt und erhielt den KKNW Radio 1150 Outstanding Defensive Player Award für starke Verteidigungsleistungen. Auch im Junior- und Seniorjahr konnte sie durch Defense und Teamplay überzeugen. Sie erhielt den Universitätsabschluss im Fach Englisch.
In der Saison 2006/2007 spielte die auf der Forward-Position ansässige Spielerin bei der BG 74 Göttingen, mit der sie in der DBBL die Abstiegsrunde erfolgreich meisterte. In durchschnittlich 24 Minuten kam sie auf 4,6 Punkte, 3,4 Rebounds und 1,5 Assists.
Zur Saison 2007/2008 wechselte die Spielerin in ihr Heimatland Australien.
| Personendaten    | Personendaten                                |
| ---------------- | -------------------------------------------- |
| NAME             | Castro, Nicole                               |
| KURZBESCHREIBUNG | australisch-französische Basketballspielerin |
| GEBURTSDATUM     | 3. Februar 1984                              |
| GEBURTSORT       | Darwin                                       |